# Ostaš (vrch)
Ostaš (německy Wostasberg) je stolová hora v Broumovské vrchovině nedaleko Police nad Metují o nadmořské výšce 702 m převyšující terén o cca 250 m.

## Poloha a základní popis
Ostaš se nachází asi 3 kilometry severně od Police nad Metují. Jedná se o pro okolí dominantní klasickou stolovou horu s vrcholovou plošinou asi 550 m dlouhou a 400 m širokou. Samotný vrchol se nachází v severní části plošiny. Okraje vrcholové strukturní plošiny jsou lemovány sruby, které dosahují výšky až 40 m. V některých úsecích jsou sruby načleněny v samostatné skalní věže. Východní část vrcholové plošiny byla načleněna v malé skalní město, zvané Horní labyrint (nebo bludiště) mj. s pseudokrasovými jeskyněmi. Úpatí je na severu, západě a jihu lemováno rozsáhlou úpatní haldou tvořenou velkými balvany. Na jihozápadním svahu jsou v místech hlubinného ploužení balvanová moře, složená z obrovských bloků. Vyskytují se i balvanové proudy. Severovýchodní část svahu je tvořena kvádrovými pískovci a skalním městem (též Dolní labyrint (nebo bludiště)) navazujícím na přírodní památku Kočičí skály. Od okolní krajiny je hora zřetelně oddělena. Pouze severně od ní se nachází 625 metrů vysoký skalnatý vrchol Hejdy, který je od Ostaše oddělen hluboce zaříznutým údolím Klučanky a který spolu s Ostaší tvoří samostatnou geomorfologickou část Machovské pánve.

## Historie
Jméno Ostaš je odvozeno od svatého Eustacha (Ostacha), patrona myslivců a lovců.
Vrch se svým skalním městem byl po dlouhá staletí útočištěm pro okolní obyvatele. Ukrývali se zde úspěšně již v roce 1420. V roce 1421 se zde místní schovávali před Zikmundovými křižáky. Křižácké vojsko tvořili převážně najatí žoldáci, kteří se ke křížové výpravě přidali v touze po zisku. Nejprve vyplenili a zapálili nedalekou Polici nad Metují. Při svém řádění zabili všechny, na koho přišli. Poté jim jeden zrádce vyzradil úkryt místních na Ostaši. Vyrazili proto s bojovým rykem i sem a vraždění pokračovalo. Lidé byli shazování ze skal, ženy a dívky věšeny za vlasy na stromy (Husitská lípa na Ostaši). Zrádce byl však za svůj čin potrestán, když mu kat srazil hlavu.
Lidé se tu však skrývali i v dalších letech – opět před Slezany. Ochranu tu však hledali i čeští bratři. Jejich skrýš z roku 1627, dnes známou jako Sluj českých bratří, objevil na začátku dvacátých let 20. století propagátor turistiky a knihkupec z Police nad Metují A. Krtička. Naposledy skály na Ostaši sloužili jako úkryt za druhé světové války, kdy zde hledal útočiště jeden mladý muž z blízké vesnice. I on však byl zrazen.

## Chráněná území

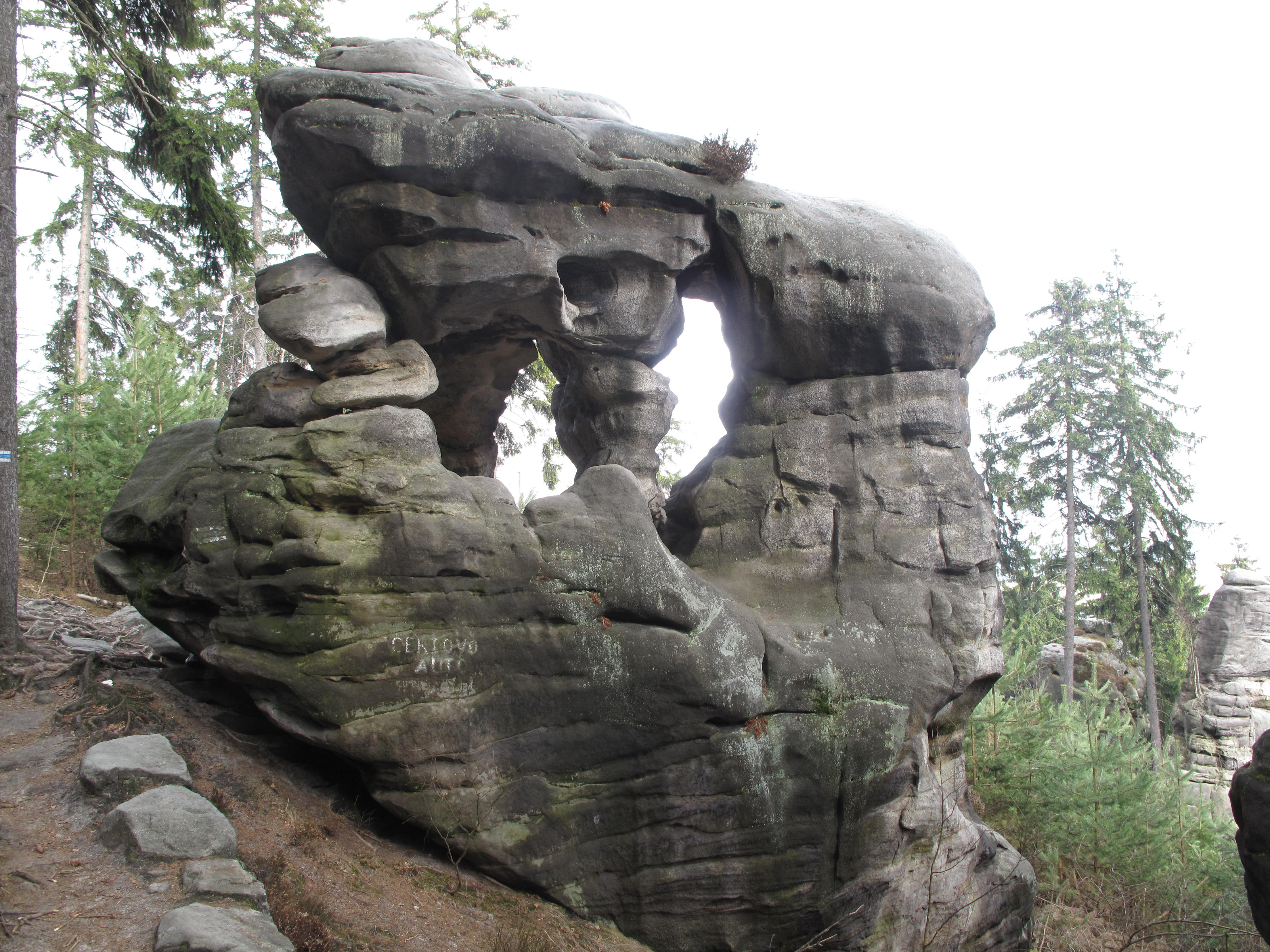
Skála "Čertovo auto"

### Přírodní rezervace Ostaš
Přírodní rezervace Ostaš byla vyhlášena v roce 1956 na rozloze 29,5 ha k ochraně zalesněné vrcholové části stolové hory. Předmětem ochrany je zejména zajímavá geologická a geomorfologická stavba území.

### Přírodní památka Kočičí skály
Přírodní památka Kočičí skály byla vyhlášena v roce 1956 na výměře 8,2602 ha. Důvodem ochrany je reliéf s geomorfologicky významnými útvary a přírodě blízký ekosystém borů.

## Turistika
Na vrcholu Ostaše se nachází vyhlídka Frýdlantská skála s výhledem na Jestřebí hory, Adršpašsko-teplické skály, Krkonoše, Javoří hory a Broumovské stěny. Na jižním a východním okraji se nachází skalní bludiště s bizarními skalními útvary. Atraktivní skalní útvary, daleké výhledy z okrajových skal i historický význam Ostaše jsou rovněž účelem a cílem intenzivní turistiky. Jednosměrnou okružní modře značenou turistickou stezkou 1836 přicházející sem z České Metuje je zpřístupněno nejen skalní město Horního labyrintu (bludiště), ale i značná část skalního okraje vrcholové strukturní plošiny s řadou upravených vyhlídek. Dolní labyrint (bludiště) je zpřístupněn zde končící zelenou turistickou trasou 4220 přicházející z Police nad Metují. Prostorem Ostaše prochází i červeně značená trasa 0410 z Broumovských stěn do Adršpašskoteplických skal a zeleně značená cyklistická trasa 4003. Hlavní turistické rozcestí se nachází u restaurace a kempu v jihovýchodním svahu.
Intenzivní je i horolezecká aktivita, využívající k výstupům nejen samostatné skalní věže a stěny okrajového skalního srubu (s uplatněním tradiční výstupové techniky), ale i jednotlivé skalní bloky v úpatní haldě (hlavně v západním úbočí Ostaše), lezené moderní technikou boulderingu. Velká frekvence horolezeckých výstupových cest a intenzita jejich využívání přinášejí řadu negativních dopadů na terén.

## Stavby
Téměř celý masív hory je zalesněn hospodářskými smrčinami, jiné druhy jsou pouze vtroušené. Pole se nacházejí jen v nejnižších partiích svahů, pouze v jihovýchodní části zasahují výše a přecházejí v louky. V horní části odlesněné plochy se nachází osada Ostaš, místní část Police nad Metují, s několika typickými chalupami, restaurací a kempem.

## Vodstvo
Hora Ostaš se nachází v povodí řeky Metuje, která protéká pod jejím západním svahem. Modrá turistická značka vedoucí do České Metuje prochází jižním svahem kolem studánky Samaritánka.

## Fotogalerie

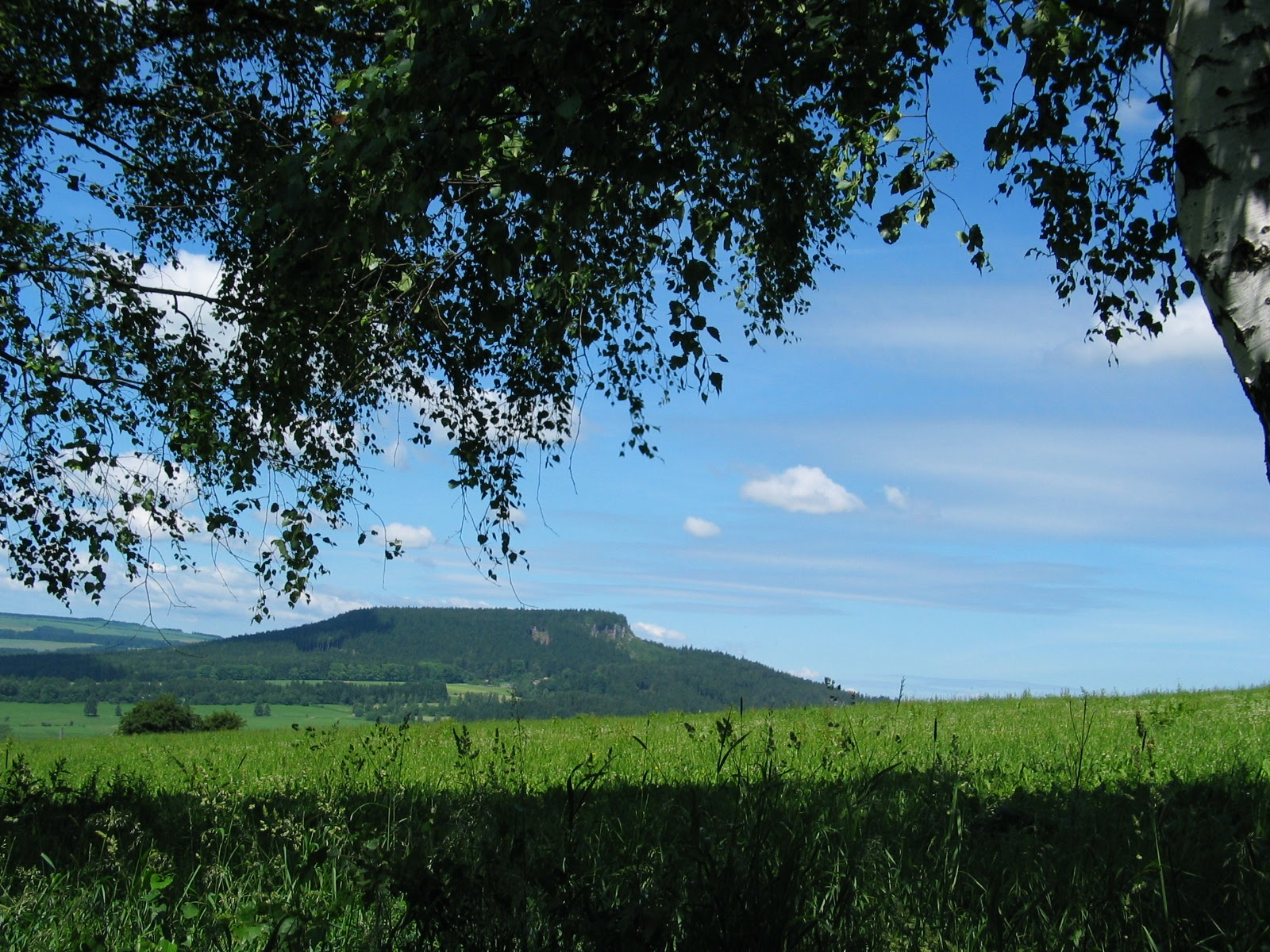
Ostaš
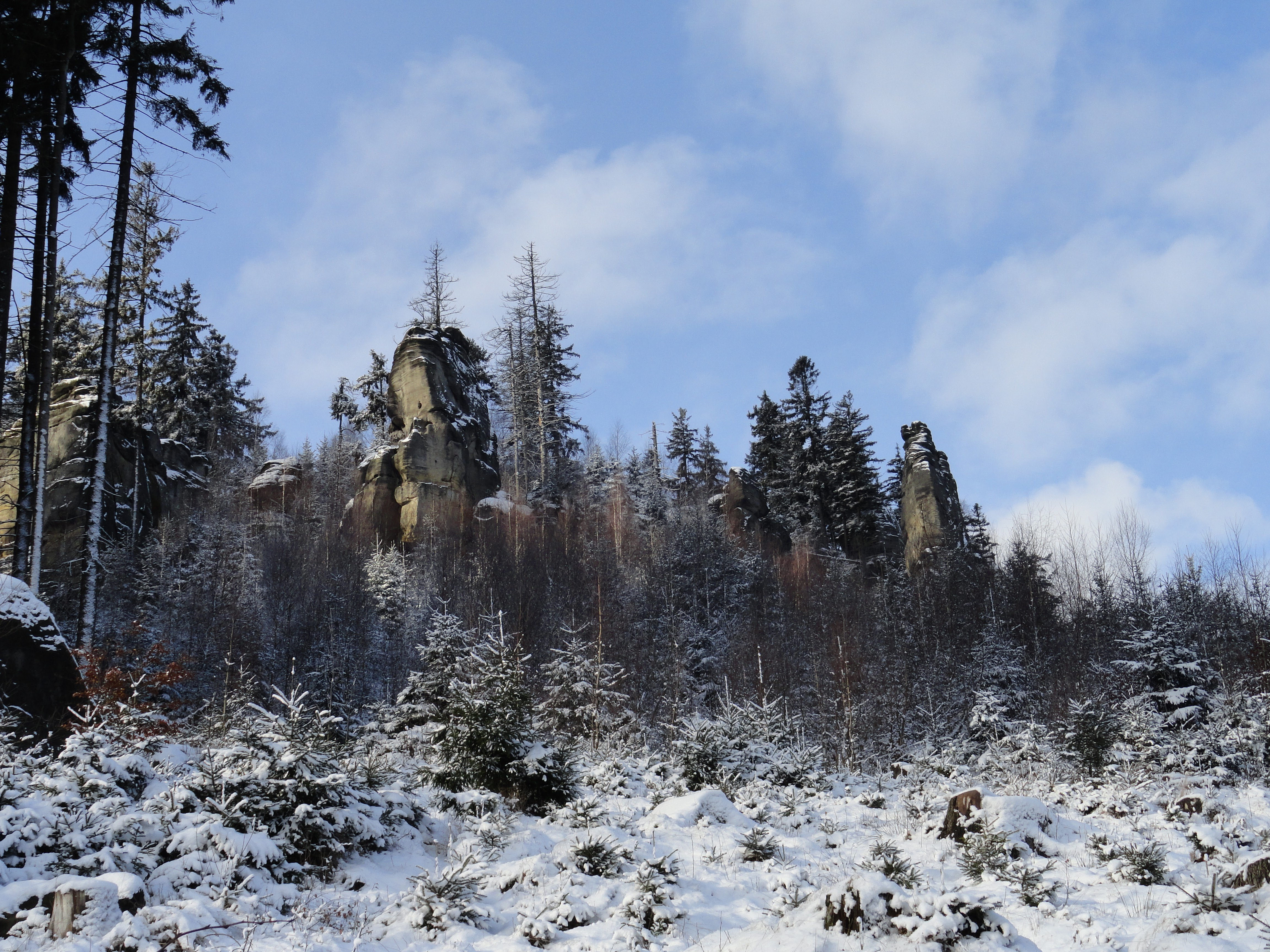
Výstup na Ostaš
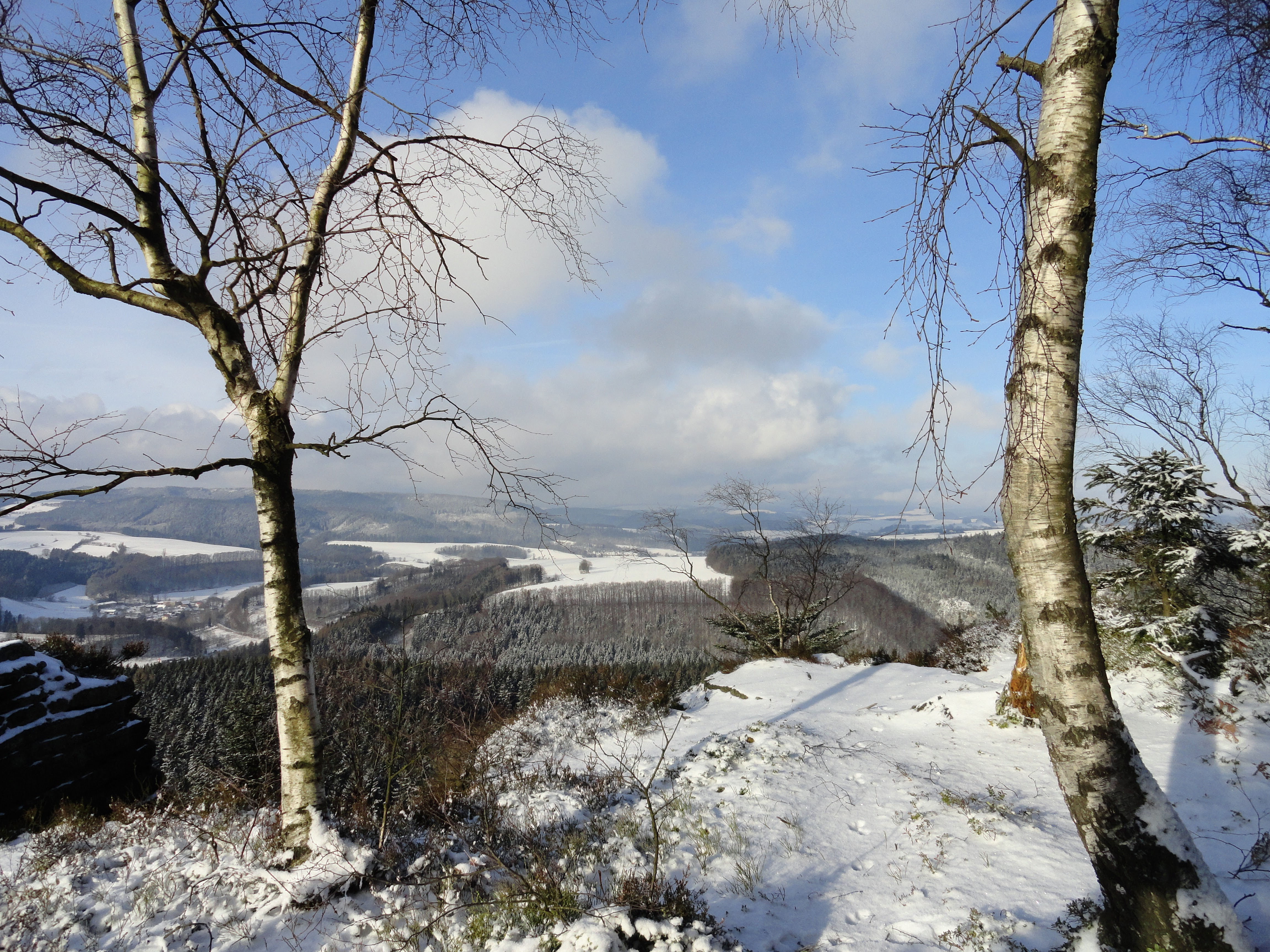
Výhled z Ostaše
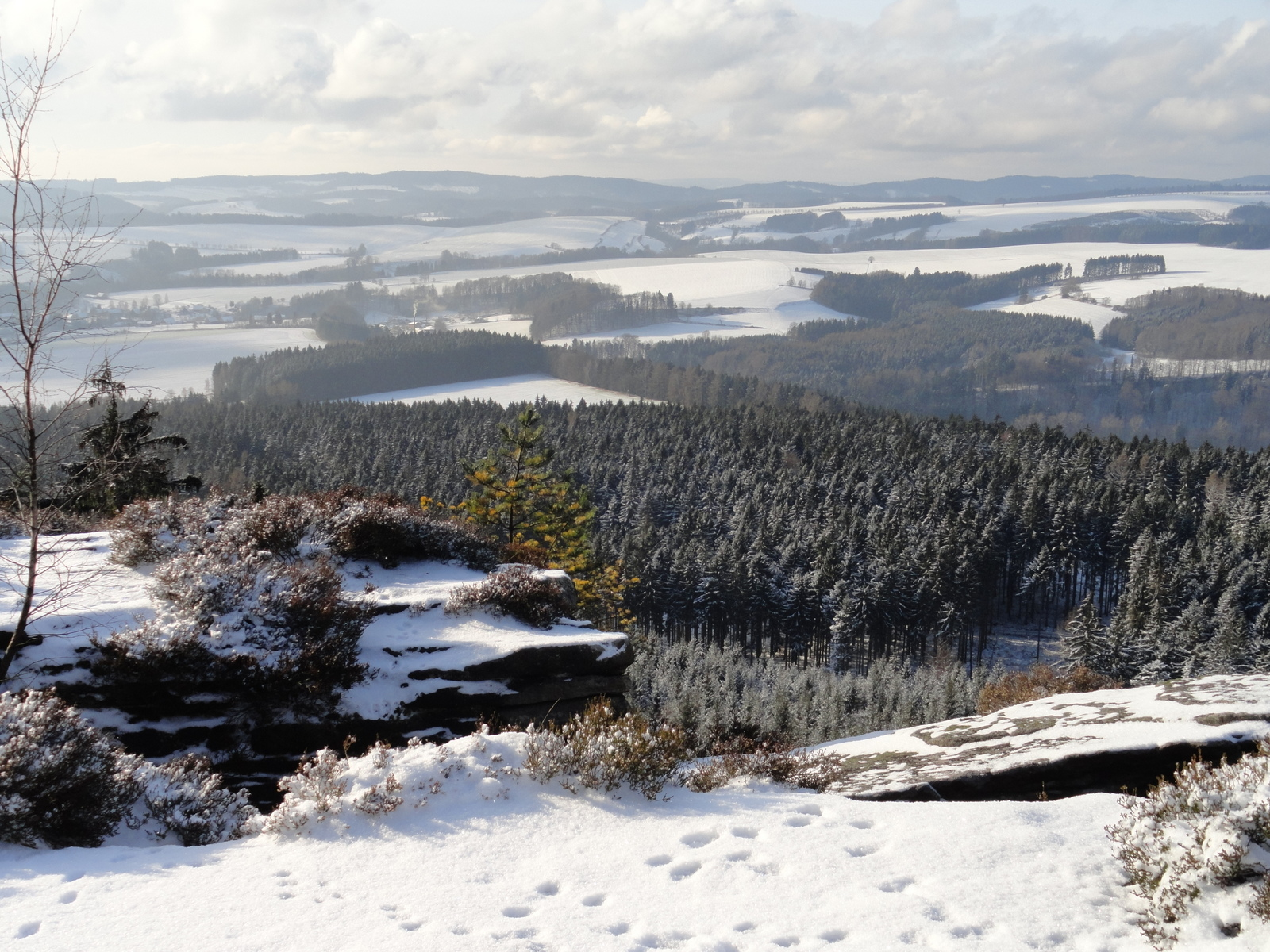
Výhled z Frýdlantské vyhlídky
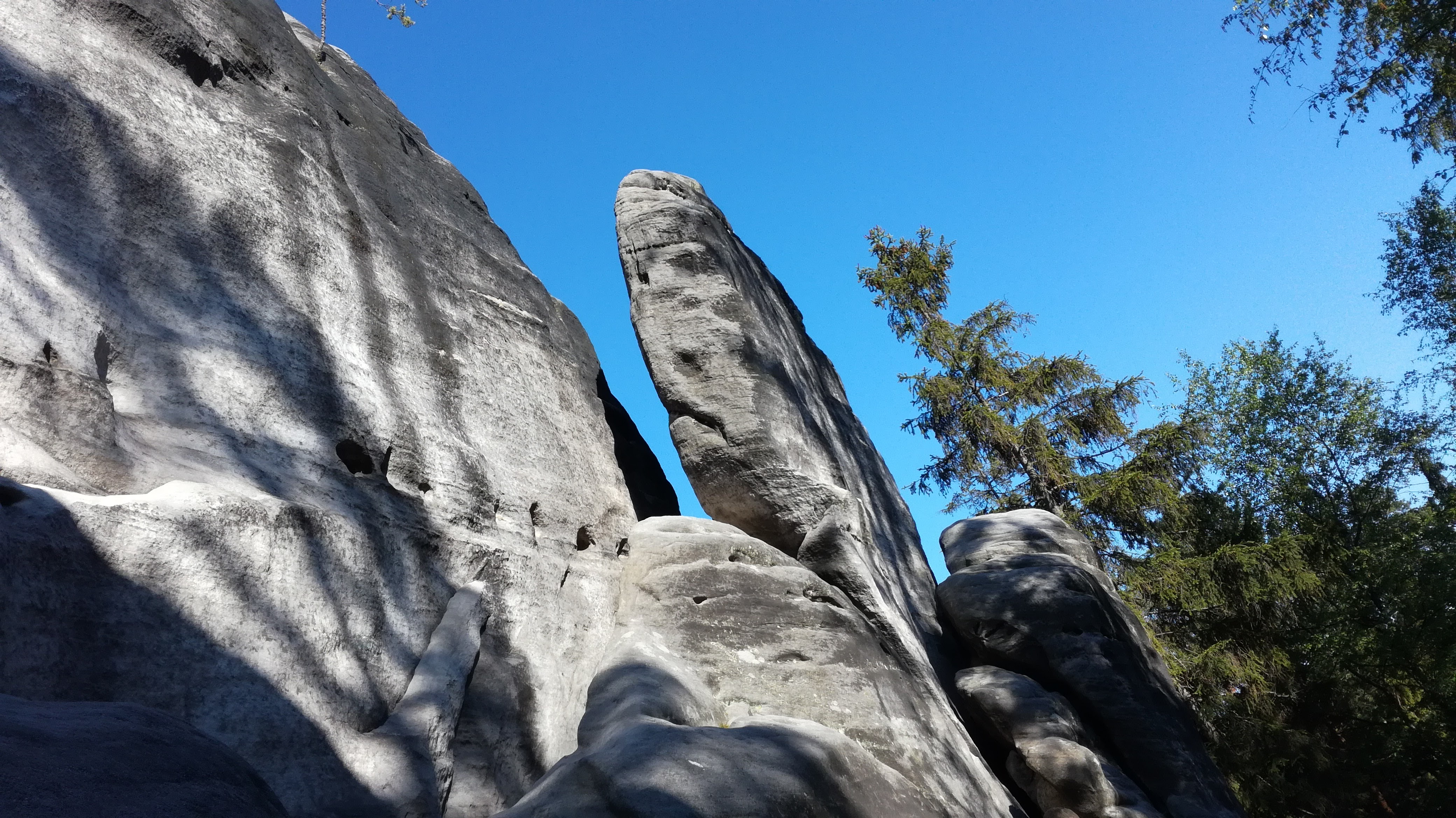
U Kočičích skal
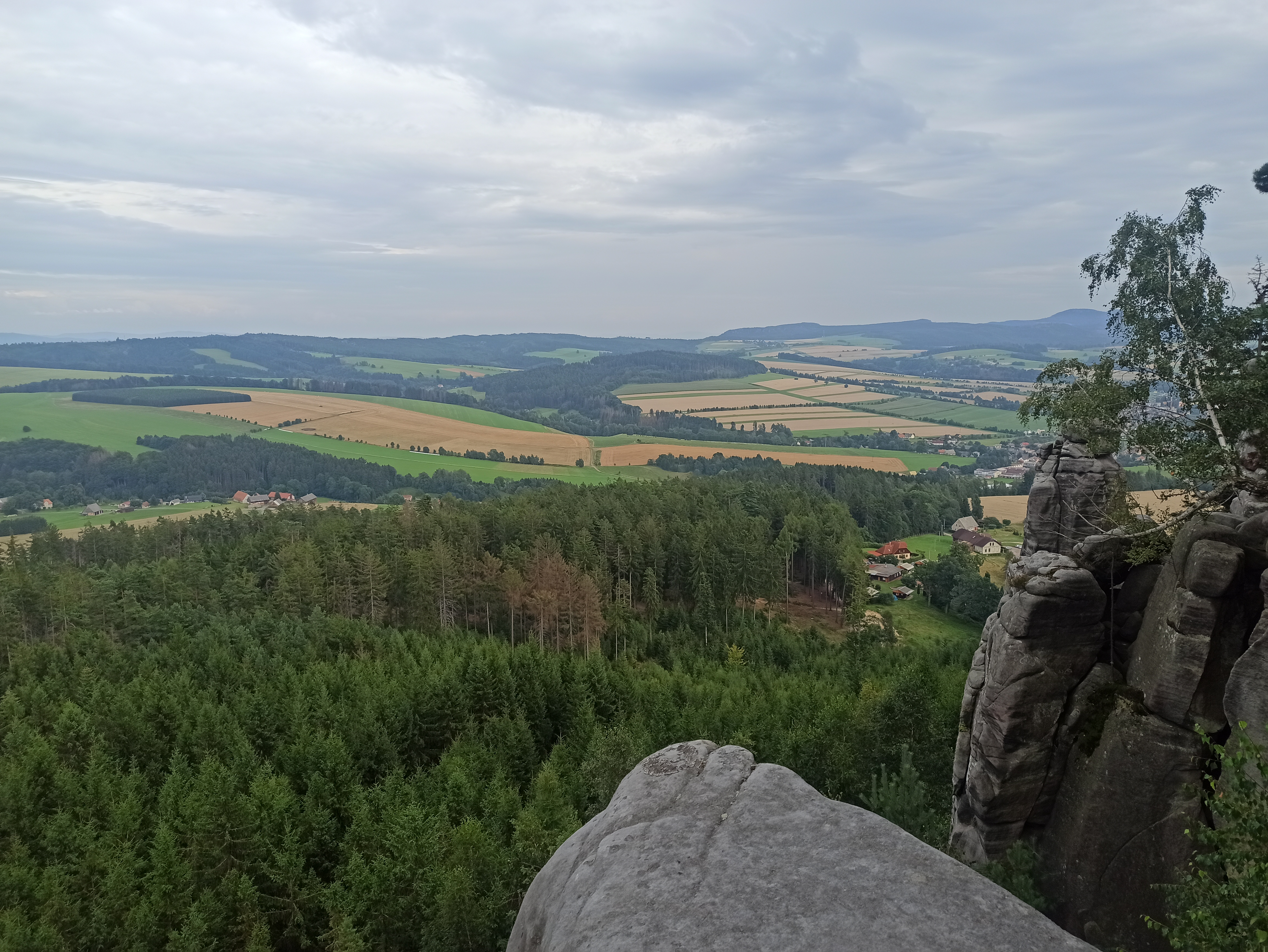
Výhled z Krtičkovy vyhlídky
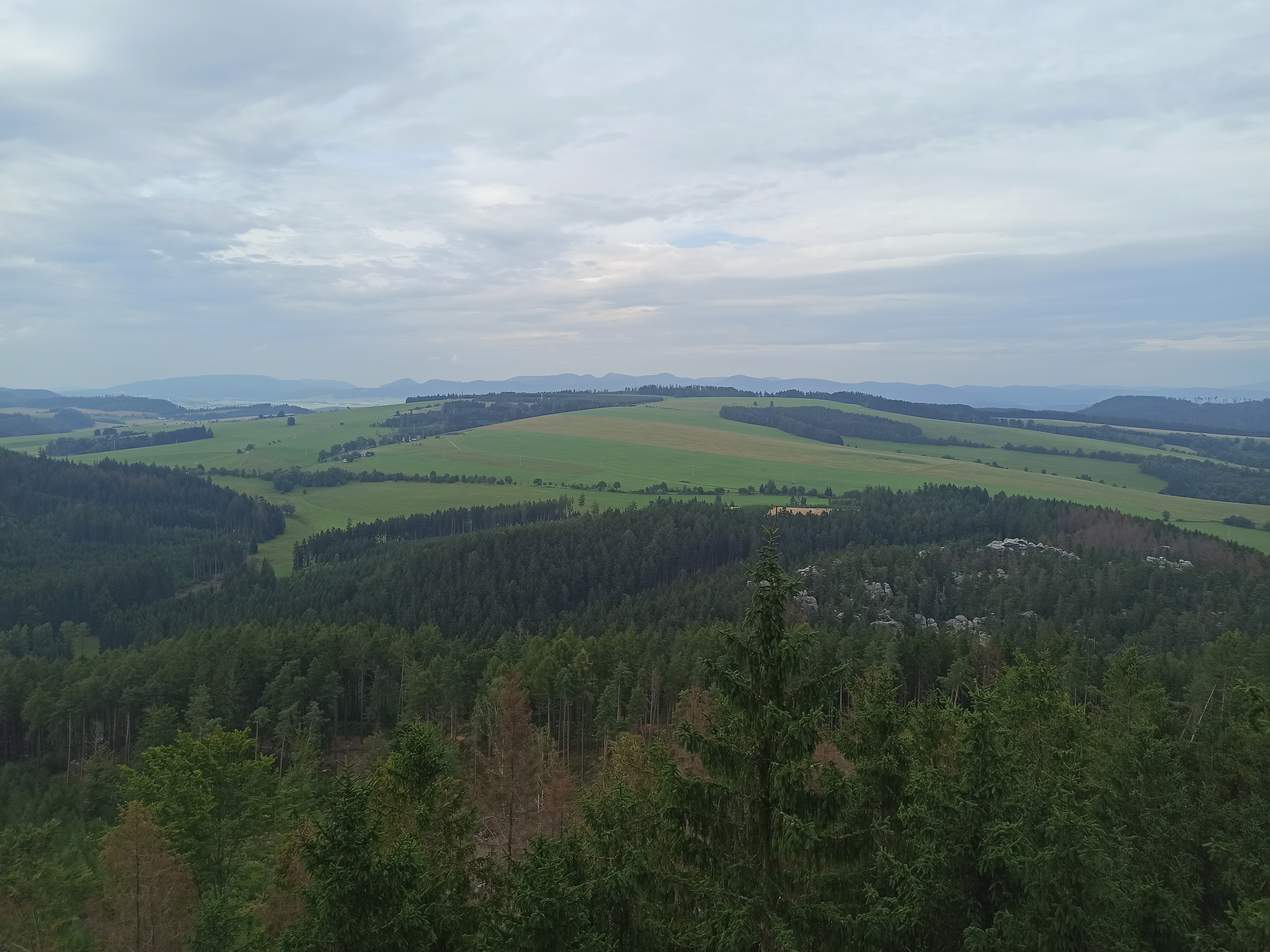
Výhled nedaleko Frýdlantské vyhlídky
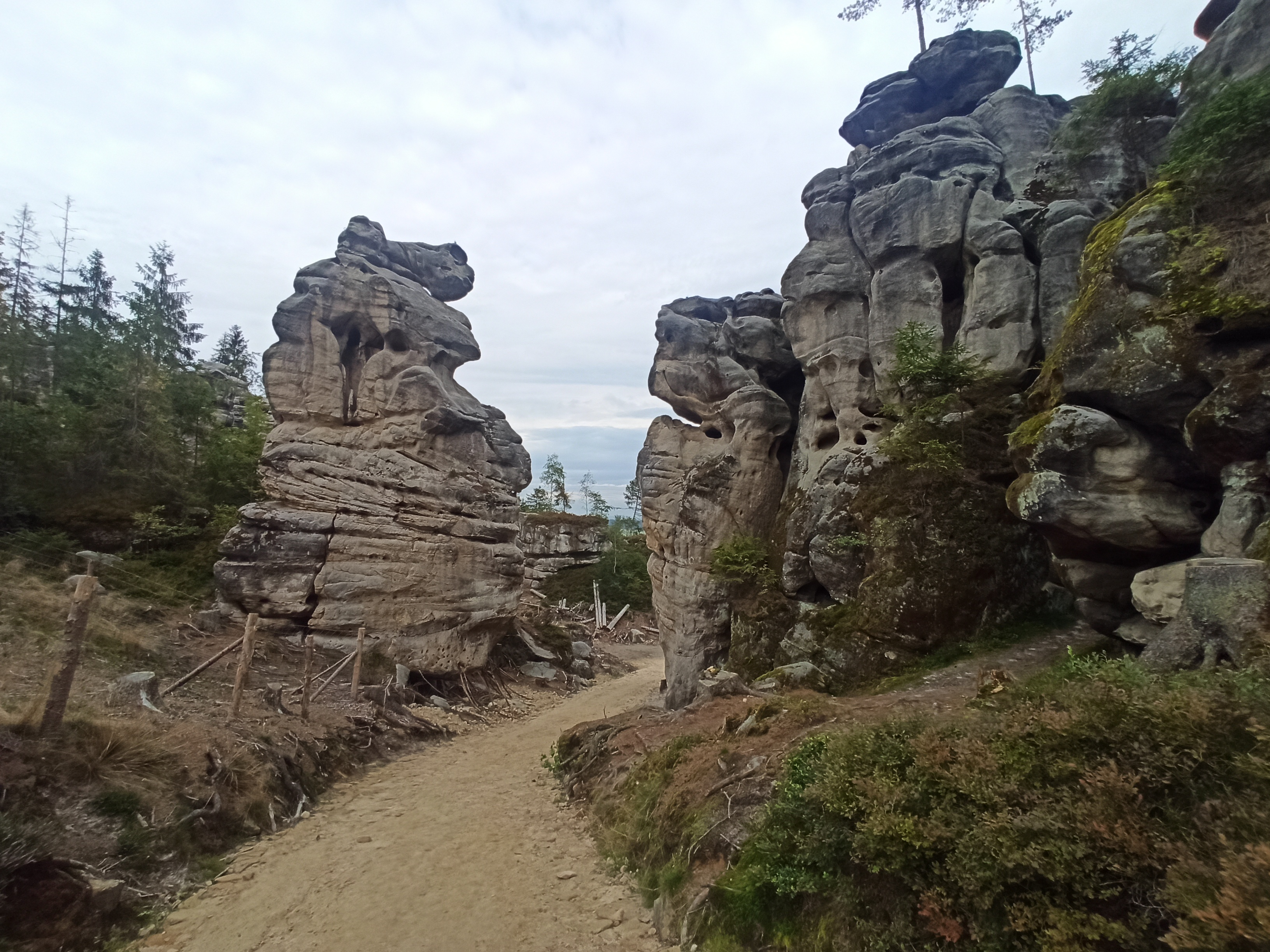
Skalní město